# لودغر فورست (سياسي)
لودغر فورست هو سياسي كندي، ولد في 10 نوفمبر 1877، وتوفي في 28 مارس 1943. حزبياً، نشط في حزب كيبيك الليبرالي. وقد انتخب عضو الجمعية الوطنية في كيبك ‏.